# スカパー!オンデマンド
スカパー!オンデマンドは、スカパーJSAT株式会社が運営していたインターネットを利用したビデオ・オン・デマンド（VOD）事業、有料動画配信サービスの名称。2011年12月1日有料配信開始。2021年10月有料の「SPOOX」と放送契約者無料の「スカパー!番組配信」にリニューアル。

## 概要
- 有料多チャンネル放送を行うスカパーJSATの特徴を生かし、スカパー!およびスカパー!プレミアムサービスで配信されているチャンネル提供によるコンテンツが多数提供されており、番組のジャンルは幅広い。またスカパー!放送サービス契約者は割引や、特定チャンネル契約者限定の配信番組もある。
- マルチデバイス対応となっており、PC・スマートフォン・タブレットなどで視聴出来る。
- ただし、オンデマンド視聴目的でも、テレビがないと契約はできない。
- スカパー！複数台契約で、個別に登録不可（Myスカパー！に紐付け）なので、複数台契約でも同時に見られるのは一つのデバイスのみとなっている。
- スカパー!非契約者でも会員登録により利用可能(アンテナ等のCS視聴環境は必須ではない)
- スポーツ中継（サッカー、モータースポーツなど）ではライブ配信も行っている。

### 2017年4月のリニューアル
2016年10月にスマートフォン、タブレットアプリ、2017年4月にウェブサイトのリニューアルが行われた。
多くのリアルタイム配信を視聴可能になっただけでなく、番組表やザッピング機能など様々な機能が追加された。
リニューアル時は、不具合があったり、目当ての番組を探しづらかったが、現在では改善されている。

### 主な配信サービス
IPリニア配信
スカパー！で放送されている番組をリアルタイムで視聴することができるサービス。ただし、一部作品は権利の都合上配信されない。
IPライブ配信
スポーツの試合や音楽ライブのリアルタイム配信を視聴できるサービス。
番組によっては追っかけ再生（ライブ配信中に番組を途中から視聴開始した際、その番組の最初から再生することができるサービス）も可能である。
見逃し配信
IPリニア配信・IPライブ配信の終了後にその番組を再配信するサービス。配信期間中はいつでも視聴することができる。
なお、番組によっては見逃し配信がない場合や、見逃し配信の開始まで時間がかかる場合がある。
ビデオ配信
視聴者が観たい作品を好きなときに視聴できるサービス（いわゆるVOD）。ただし、契約チャンネルであっても有料の場合がある。
配信サービスの構成はチャンネルによって異なり、IPリニア配信のみ行っているチャンネル、ビデオ配信のみ行っているチャンネルもある。

## 主な番組提供チャンネル
- BSスカパー!
- スポーツライブ+
- スカチャン
- J SPORTS
- GAORA
- スカイA
- 日テレジータス
- FIGHTING TV サムライ
- 釣りビジョン
- TBSチャンネル
- テレ朝チャンネル
- フジテレビONE
- フジテレビTWO
- フジテレビNEXT
- SPEEDチャンネル
- レジャーチャンネル
- スターチャンネル
- V☆パラダイス
- ゴルフネットワーク
- エンタメ〜テレ☆シネドラバラエティ
- ダンスチャンネル by エンタメ〜テレ

など

## トラブル
2021年5月5日にオンデマンドでライブ配信した「2021 JリーグYBCルヴァンカップ」の試合にアクセスが集中し、番組が視聴できない障害が発生した。